# Pierre Bruneau (pilote automobile)
Pour les articles homonymes, voir Pierre Bruneau (homonymie) et Bruneau.
Pas d'image ? Cliquez ici
Pierre Bruneau, né le 26 août 1961 à Strasbourg est un pilote automobile français. Il a notamment participé à 4 reprises aux 24 Heures du Mans, en 1998, 2005, 2009 et 2010. En 1999, il crée l'écurie PiR Compétition.

## Carrière
En 1994, il est sacré champion de France en Formule Renault B.
En 1999, Pierre Bruneau participe au Sports Racing World Cup avec son copilote Marc Rostan sur une Debora.
En 2010, à bord de la Radical SR9 de Race Performance, il participe une dernière fois aux 24 Heures du Mans. En compagnie de Marc Rostan et Ralph Meichtry, il se classe 6e de catégorie LMP2 et dix-huitième du classement général,. En parallèle, il dispute le championnat Le Mans Series.
En 2012, il participe aux 24 Heures de Spa au volant de la Ferrari 458 Italia GT3 du Kessel Racing,.